# فرخ ذهبي
فرخ ذهبي (الاسم العلمي: Macquaria ambigua)، نوع متوسط الحجم، أصفر أو ذهبي اللون من الأسماك الأسترالية التي تعيش في المياه العذبة، ويوجد بشكل أساسي في نظام نهر موراي-دارلينغ، على الرغم من وجود نويع منه في نظام بحيرة إيري-كوبر كريك، ويوجد نويع آخر، يُشتبه في أنه سلف لجميع الجمهرة الأخرى، في نظام نهر فيتزروي في كوينزلاند. الأسماء الشائعة الأخرى للفرخ الذهبي هي "الذهبي" و"أصفر البطن" و"السمكة الكالوب"، ويستخدم الأخير عمومًا في جنوب أستراليا فقط.
لا يعد الفرخ الذهبي من أنواع الفراخ الحقيقية، فهو ينتمي إلى جنس فرخ أوروبي من فصيلة أسماك الفرخ، ولكنه عضو في فصيلة فرخيات معتدلة. هذا النوع المنتشر نسبيًا والمتوفر بكثرة هي سمكة رياضية مهمة لصيد الأسماك بالصنارة في أستراليا.